# Ejskij rajon
L'Ejskij rajon (in russo Ейский район?) è un rajon del Kraj di Krasnodar, nella Russia europea.